# Малатестино Новело Малатеста
Малатестино Новело Малатеста (на италиански: Malatestino Novello Malatesta; † 1335, Фосомброне) е италиански кондотиер от династията Малатеста.
Той служи на Папската държава.

## Произход
Той е син на Ферантино Малатеста (1258 – 1353), господар на Римини от 1326 до 1335 г. Племенник е на Джовани III Малатеста († 1375).

## Фамилия
Той се жени за Полентезия да Полента, дъщеря на Гуидо Новело де Полента – сеньор на Равена, и има три деца:
- Ферандино Новело Малатеста († 1352)
- Гую Малатеста († 1335)
- Анна, омъжена за Убертино I де Карара сеньор на Падуа.